# Интродаккуа
Интродаккуа (итал. Introdacqua) — коммуна в Италии, расположена в области Абруццо, подчиняется административному центру Л’Акуила.
Население составляет 2027 человек (на 2005 г.), плотность населения составляет 54,83 чел./км². Занимает площадь 36,97 км². Почтовый индекс — 67030. Телефонный код — 0864.
Покровителем коммуны почитается святой Фелициан из Фолиньо. Праздник ежегодно празднуется 21 августа.